# Vancouver Quadra
Circonscription électorale fédérale du Canada
Vancouver Quadra est une circonscription électorale fédérale canadienne de la Colombie-Britannique.

## Circonscription fédérale
La circonscription se situe au sud-ouest de la Colombie-Britannique et représente l'ouest de Vancouver. Elle est bordée au nord par la baie Burrard et à l'ouest et au sud-ouest par le détroit de Géorgie. Dans cette circonscription est présente l'Université de la Colombie-Britannique.
Les circonscriptions limitrophes sont :
- à l'est : Vancouver Granville ;
- au sud : Richmond-Centre—Marpole[3].

## Historique
La circonscription fut créée en 1947 à partir de Vancouver-Est et de Vancouver-Sud.
Lors du redécoupage électoral de 2022, la circonscription est modifiée par l'ajout d'une portion de territoire provenant de Vancouver Granville ainsi que la cessions d'une portion plus restreinte à cette même circonscription.

## Députés
| Parlement                                                | Années        | Députés | Députés              | Parti                     |
| -------------------------------------------------------- | ------------- | ------- | -------------------- | ------------------------- |
| Vancouver Quadra Issue de Vancouver-Est et Vancouver-Sud |               |         |                      |                           |
| 21e                                                      | 1949–1953     |         | Howard Charles Green | Progressiste-conservateur |
| 22e                                                      | 1953–1957     |         | Howard Charles Green | Progressiste-conservateur |
| 23e                                                      | 1957–1958     |         | Howard Charles Green | Progressiste-conservateur |
| 24e                                                      | 1958–1962     |         | Howard Charles Green | Progressiste-conservateur |
| 25e                                                      | 1962–1963     |         | Howard Charles Green | Progressiste-conservateur |
| 26e                                                      | 1963–1965     |         | Great Deachman       | Libéral                   |
| 27e                                                      | 1965–1968     |         | Great Deachman       | Libéral                   |
| 28e                                                      | 1968–1972     |         | Great Deachman       | Libéral                   |
| 29e                                                      | 1972–1974     |         | Bill Clarke          | Progressiste-conservateur |
| 30e                                                      | 1974–1979     |         | Bill Clarke          | Progressiste-conservateur |
| 31e                                                      | 1979–1980     |         | Bill Clarke          | Progressiste-conservateur |
| 32e                                                      | 1980–1984     |         | Bill Clarke          | Progressiste-conservateur |
| 33e                                                      | 1984–1988     |         | John Turner          | Libéral                   |
| 34e                                                      | 1988–1993     |         | John Turner          | Libéral                   |
| 35e                                                      | 1993–1997     |         | Ted McWhinney        | Libéral                   |
| 36e                                                      | 1997–2000     |         | Ted McWhinney        | Libéral                   |
| 37e                                                      | 2000–2004     |         | Stephen Owen         | Libéral                   |
| 38e                                                      | 2004–2006     |         | Stephen Owen         | Libéral                   |
| 39e                                                      | 2006–2007     |         | Stephen Owen         | Libéral                   |
| 39e                                                      | 2008-2008     |         | Joyce Murray         | Libérale                  |
| 40e                                                      | 2008–2011     |         | Joyce Murray         | Libérale                  |
| 41e                                                      | 2011–2015     |         | Joyce Murray         | Libérale                  |
| 42e                                                      | 2015–2019     |         | Joyce Murray         | Libérale                  |
| 43e                                                      | 2019–2021     |         | Joyce Murray         | Libérale                  |
| 44e                                                      | 2021–2025     |         | Joyce Murray         | Libérale                  |
| 45e                                                      | 2025–en cours |         | Wade Grant           | Libéral                   |

## Résultats électoraux
|       | Candidat              | Parti        | # de voix | % des voix |
|       | Blair Lockhart        | Conservateur | +13 683,  | 25,83 %    |
|       | (X) Joyce Murray      | Libéral      | +31 102,  | 58,71 %    |
|       | Scott James Andrews   | NPD          | +05 748,  | 10,85 %    |
|       | Kris Constable        | Vert         | +02 229,  | 4,21 %     |
|       | Marc Boyer            | Marijuana    | +00065,   | 0,12 %     |
|       | Trevor Clinton Walper | Parti pirate | +00086,   | 0,16 %     |
|       | Jean-François Caron   | Indépendant  | +00059,   | 0,11 %     |
| Total | Total                 | Total        | 52 972    | 100 %      |

|       | Candidat             | Parti        | # de voix | % des voix |
|       | Deborah Meredith     | Conservateur | +20 984,  | 38,64 %    |
|       | (x) Joyce Murray     | Libéral      | +22 903,  | 42,17 %    |
|       | Victor Edward Elkins | NPD          | +07 499,  | 13,81 %    |
|       | Laura-Leah Shaw      | Vert         | +02 922,  | 5,38 %     |
| Total | Total                | Total        | 54 308    | 100 %      |

|       | Candidat         | Parti        | # de voix | % des voix |
|       | Deborah Meredith | Conservateur | +20 563,  | 36,93 %    |
|       | (x) Joyce Murray | Libéral      | +25 371,  | 45,57 %    |
|       | David Caplan     | NPD          | +04 493,  | 8,07 %     |
|       | Dan Grice        | Vert         | +04 916,  | 8,83 %     |
|       | Norris Barens    | Libertarien  | +00332,   | 0,6 %      |
| Total | Total            | Total        | 55 675    | 100 %      |